# Viscount Castlemaine
Viscount Castlemaine, of Castlemaine in the County of Kerry, war ein erblicher britischer Adelstitel, der zweimal in der Peerage of Ireland verliehen wurde.

## Verleihung und nachgeordnete Titel
Der Titel wurde erstmals am 24. April 1718 für den britischen Unterhausabgeordneten Sir Richard Child, 3. Baronet, geschaffen. Zusammen mit der Viscountwürde wurde ihm der nachgeordnete Titel Baron Newtown, of Newtown in the County of Donegal, verliehen. Dieser hatte bereits 1704 von seinem älteren Bruder den Titel Baronet, of Wanstead in the County of Essex, geerbt, der am 16. Juli 1678 in der Baronetage of England seinem Vater verliehen worden war. Am 11. Juni 1731 wurde er auch zum Earl Tylney erhoben. Nachdem der Earl 1734 die Besitzungen der Familie der Mutter seiner Gattin geerbt hatte, nahm er durch Parlamentsgesetz vom 24. März 1734 deren Familiennamen „Tylney“ an. Alle vier Titel erloschen beim kinderlosen Tod seines Sohnes, des 2. Earls, am 17. Dezember 1784.
In zweiter Verleihung wurde der Titel am 12. Januar 1822 für William Handcock, 1. Baron Castlemaine, geschaffen. Dieser war bereits am 24. Dezember 1812 in der Peerage of Ireland zum Baron Castlemaine, of Moydrum in the County of Westmeath, erhoben worden. Als er am 7. Januar 1839 kinderlos starb, erlosch der Viscounttitel, während die Baronie aufgrund einer besonderen Erbregelung an seinen Bruder fiel.

## Liste der Viscounts Castlemaine

### Viscounts Castlemaine, erste Verleihung (1718)
- Richard Tylney, 1. Earl Tylney, 1. Viscount Castlemaine (1680–1750)
- John Tylney, 2. Earl Tylney, 2. Viscount Castlemaine (1712–1784)

### Viscounts Castlemaine, zweite Verleihung (1822)
- William Handcock, 1. Viscount Castlemaine (1761–1839)